# Piter Norvig
Piter Norvig (rođen 14. decembra 1956) je američki kompjuterski naučnik i istaknuti saradnik u obrazovanju na Stanfordskom institutu za veštačku inteligenciju usmerenu na čoveka. Prethodno je bio direktor istraživanja i kvaliteta pretrage u Guglu. Norvig je koautor sa Stjuartom J. Raselom najpopularnijeg udžbenika iz oblasti veštačke inteligencije: Veštačka inteligencija: savremeni pristup koji se koristi na više od 1.500 univerziteta u 135 zemalja.

## Obrazovanje
Norvig je diplomirao primenjenu matematiku na Univerzitetu Braun i doktorirao u oblasti računarstva na Univerzitetu Kalifornije, Berkli.

## Spoljašnje veze
- The Prospects for AI, featuring Neil Jacobstein, Patrick Lincoln, Peter Norvig, and Bruno Olshausen
- An experiment by Norvig on Scientific opinion on climate change